# Juan Bisanz
Juan Francisco Bisanz (Buenos Aires, 28 agosto 2001) è un calciatore argentino, attaccante del Banfield.

## Caratteristiche tecniche
Gioca come ala destra.

## Carriera

### Club
Cresciuto nel settore giovanile dell'Atlanta, Bisanz ha debuttato in prima squadra il 5 luglio 2021 nell'incontro di Primera B Nacional perso 2-1 contro l'Estudiantes (BA). Il mese successivo ha firmato il suo primo contratto professionistico assieme al fratello Federico, ed il 19 settembre ha segnato il suo primo gol nel pareggio per 1-1 contro il Temperley.
A inizio febbraio 2023 è stato ceduto a titolo definitivo al Banfield. Il 5 febbraio 2024 ha riportato la rottura del legamento crociato anteriore destro nel corso di un'amichevole contro il Sarmiento (J).

### Nazionale
Nel 2023 ha giocato un incontro con la nazionale olimpica argentina.

## Statistiche

### Presenze e reti nei club
Statistiche aggiornate al 2 aprile 2024.
| Stagione        | Squadra         | Campionato      | Campionato | Campionato | Coppe nazionali | Coppe nazionali | Coppe nazionali | Coppe continentali | Coppe continentali | Coppe continentali | Altre coppe | Altre coppe | Altre coppe | Totale | Totale | Totale |
| Stagione        | Squadra         | Comp            | Pres       | Reti       | Comp            | Pres            | Reti            | Comp               | Pres               | Reti               | Comp        | Pres        | Reti        | Pres   | Reti   |        |
| --------------- | --------------- | --------------- | ---------- | ---------- | --------------- | --------------- | --------------- | ------------------ | ------------------ | ------------------ | ----------- | ----------- | ----------- | ------ | ------ | ------ |
| 2021            | Atlanta         | PBN             | 11         | 1          | CA              | 0               | 0               |                    | -                  | -                  |             | -           | -           | 11     | 1      |        |
| 2022            | Atlanta         | PBN             | 32         | 4          | CA              | 0               | 0               |                    | -                  | -                  |             | -           | -           | 32     | 4      |        |
| 2023            | Banfield        | PD              | 26         | 6          | CA+CdL          | 2+15            | 0+1             |                    | -                  | -                  | TC          | 1           | 1           | 44     | 8      |        |
| 2024            | Banfield        | PD              | 0          | 0          | CA+CdL          | 0               | 0               |                    | -                  | -                  |             | -           | -           | 0      | 0      |        |
| Totale carriera | Totale carriera | Totale carriera | 69         | 11         |                 | 17              | 1               |                    | -                  | -                  |             | 1           | 1           | 87     | 13     |        |